# Mycobates azaleos
Mycobates azaleos är en kvalsterart som beskrevs av Valerie M. Behan-Pelletier 1994. Mycobates azaleos ingår i släktet Mycobates och familjen Punctoribatidae. Inga underarter finns listade i Catalogue of Life.